# Amoklauf von Winnenden und Wendlingen

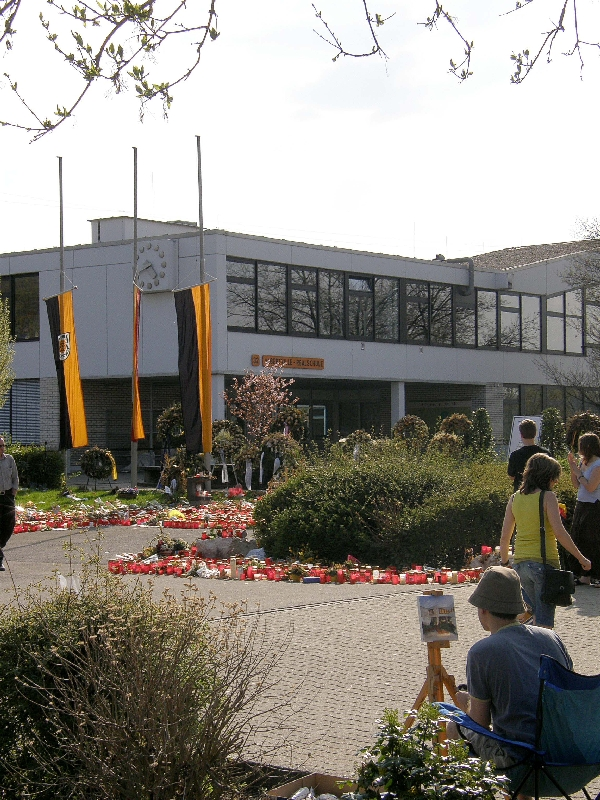
Die Schule nach dem Amoklauf (April 2009)

Der Amoklauf von Winnenden und Wendlingen ereignete sich am Vormittag des 11. März 2009 in der Albertville-Realschule und deren Umgebung in Winnenden, rund 20 Kilometer nordöstlich von Stuttgart, sowie in Wendlingen am Neckar. Der 17-jährige Tim Kretschmer tötete 15 Menschen und zuletzt sich selbst, nachdem er nach mehrstündiger Flucht von der Polizei gestellt worden war. Elf weitere Menschen, einige von ihnen schwer verletzt, wurden in Krankenhäuser eingeliefert.

## Tatverlauf

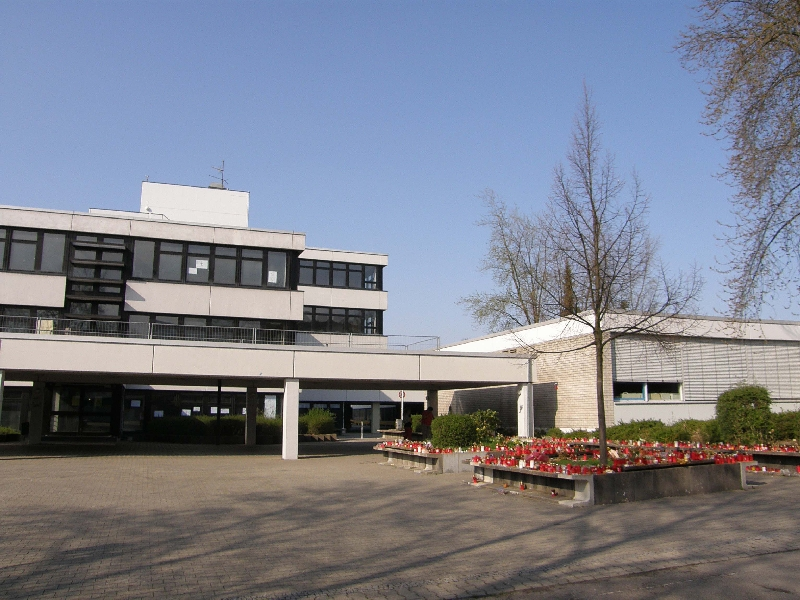
Der Schulhof

Der Täter betrat am Mittwoch, dem 11. März 2009, gegen 9:30 Uhr die Albertville-Realschule in Winnenden. In zwei Klassenzimmern und einem Chemiesaal schoss er mit einer Pistole des Typs Beretta 92 aus dem Besitz seines Vaters auf die dort anwesenden Schüler und Lehrerinnen. Ein Schüler, sechs Schülerinnen und eine Lehrerin erlagen am Ort ihren Verletzungen, zwei Schülerinnen starben auf dem Weg ins Krankenhaus, neun weitere Schülerinnen und eine Lehrerin wurden verletzt in Krankenhäuser eingeliefert.
Die Polizei erhielt um 9:33 Uhr einen Notruf und entsandte sofort zwei Einsatzteams zum Tatort. Als erste erreichten drei reguläre Streifenpolizisten das Schulgelände. Nach den Erfahrungen aus dem Amoklauf von Erfurt im Jahre 2002 waren sie im Verhalten bei Amoklagen geschult worden und warteten deshalb nicht auf das Eintreffen von Spezialkräften, sondern betraten die Schule, um so die verfügbare Handlungszeit des Täters zu minimieren. Als der Amokläufer die nach drei Minuten eintreffenden Polizeibeamten wahrnahm, eröffnete er das Feuer auf sie und flüchtete zu Fuß aus der Schule, wobei er auf den Gängen zwei weitere Lehrerinnen erschoss.
Danach erschoss der Täter am Zentrum für Psychiatrie im Freien einen Mitarbeiter. Weiter in Richtung Innenstadt flüchtend, zwang er einen Autofahrer, ihn in dessen Auto über die Bundesautobahn 81 etwa 100 Kilometer weit über Tübingen, Nürtingen und die Bundesstraße 313 in Richtung Wendlingen zu fahren. An einer Kontrollstelle der Polizei bei Wendlingen am Neckar konnte der Fahrer nach einem Bremsmanöver entkommen. Der Täter flüchtete zu Fuß in das Industriegebiet Wert.
Dort betrat er gegen 12:15 Uhr ein Autohaus und erschoss einen 46-jährigen Kunden sowie einen 36-jährigen Mitarbeiter, nachdem ihm nicht wie gefordert ein PKW zur Verfügung gestellt worden war. Dann verließ der 17-Jährige das Autohaus, schoss auf ein vorbeifahrendes Auto und eröffnete das Feuer auf eintreffende Polizisten. In einem anschließenden Schusswechsel wurde der Täter mit jeweils einem Schuss in beide Beine verletzt. Im weiteren Verlauf begab er sich wieder in den Verkaufsraum des Autohauses und schoss durch die Scheibe mehrmals auf Polizeibeamte. Anschließend verließ er das Autohaus durch den Hinterausgang und lief auf ein benachbartes Firmengelände. Von dort gab er Schüsse auf ein vorbeifahrendes Zivilfahrzeug der Polizei ab, wodurch zwei Polizeibeamte schwer verletzt wurden. Schließlich tötete er sich gegen 13:00 Uhr durch einen Schuss in den Kopf selbst. Insgesamt gab der 17-Jährige an den beiden Tatorten 112 Schüsse ab.

## Hintergrund
Der in einem Nachbarort wohnhafte Täter hatte bis 2008 die Albertville-Realschule besucht und mit der Mittleren Reife abgeschlossen. Sein Vater war Sportschütze und besaß 15 Sportwaffen. Nach Ermittlungen von Polizei und Staatsanwaltschaft war der 17-Jährige im Zeitraum von April bis September 2008 im psychiatrischen und neurologischen Krankenhaus Weissenhof in Weinsberg zu Beratungsterminen vorstellig geworden. Die Eltern ließen über ihren Anwalt im Nachrichtenmagazin Focus jedoch dementieren, dass ihr Sohn in „psychotherapeutischer Behandlung“ gewesen sei.
Knapp zwei Monate nach dem Amoklauf verließ die Familie des Amokläufers ihren bisherigen Wohnort; eine Rückkehr sei laut Aussage des Bürgermeisters „auch aus Sicht der Familie […] undenkbar“. Kretschmers Eltern und seine Schwester leben heute geschützt mit einer neuen Identität.

## Reaktionen

### Reaktionen in Baden-Württemberg

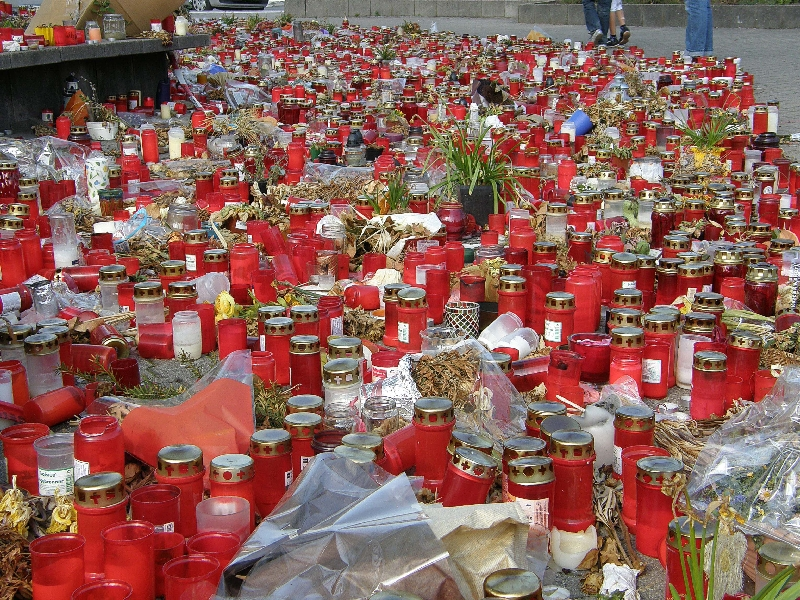
Kerzen vor der Schule

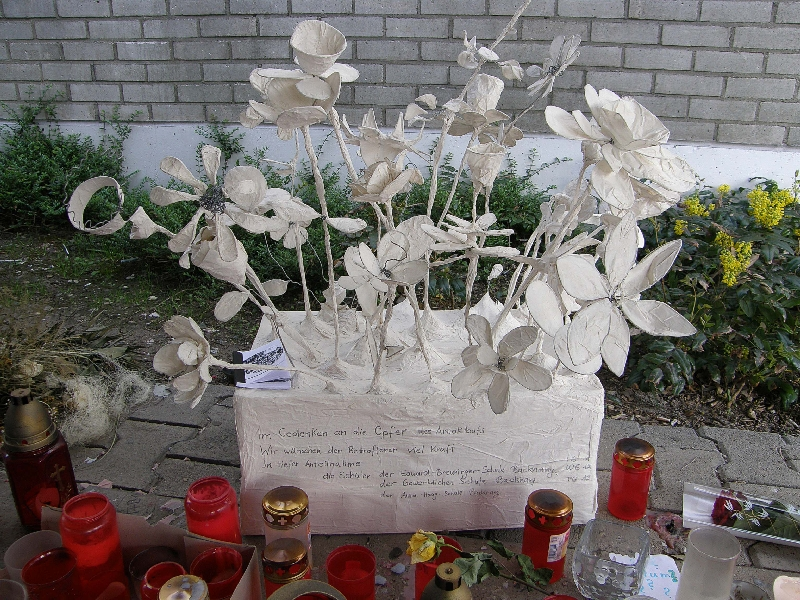
Gedenkschreiben von Schülern

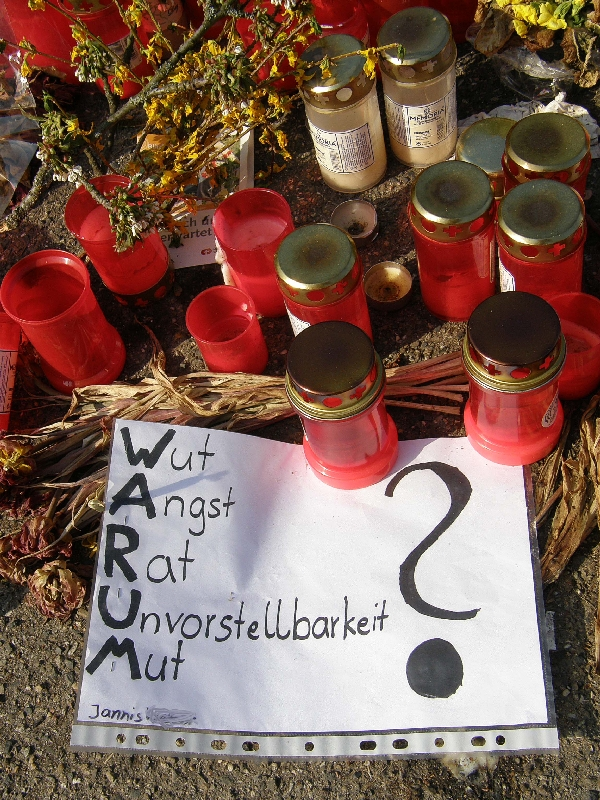
Gedenkschreiben von Schülern

Der Unterricht für die Schüler der Albertville-Realschule fiel zunächst aus. Zahlreiche Trauernde legten Blumen vor dem Schulgebäude ab und stellten dort Kerzen auf. Am Montag, dem 16. März 2009, begann ein psychologisch begleitetes Betreuungsangebot in verschiedenen Sälen außerhalb des Schulgeländes; die Teilnahme war freiwillig. Am 23. März wurde der Pflichtunterricht wieder aufgenommen, der jedoch vorerst nicht mehr im Realschulgebäude stattfand.
Mit einem offenen Brief wandte sich die Familie des Täters am 17. März an die Öffentlichkeit. Darin erklärte sie, „wir hätten Tim so etwas nie zugetraut“, und sprach den Opfern, Angehörigen und Freunden ihr Mitgefühl aus.
Eine Woche nach der Tat, am 18. März, fand um 10:00 Uhr eine Schweigeminute statt; daran nahmen unter anderem der Landtag von Baden-Württemberg, Behörden, Hörfunksender und einige Schulen teil. Am 21. März 2009 fand in der katholischen Stadtkirche St. Karl Borromäus in Winnenden eine zentrale Trauerfeier statt, die auch in das Herbert-Winter-Stadion und in weitere Kirchen und Hallen übertragen wurde. Die Polizei zählte in Winnenden insgesamt 8.500 Trauergäste. Bundespräsident Horst Köhler und Ministerpräsident Günther Oettinger hielten Trauerreden. Auch Bundeskanzlerin Angela Merkel, ihr Stellvertreter Frank-Walter Steinmeier und die gesamte Landesregierung von Baden-Württemberg reisten zu dem Trauergottesdienst und dem anschließenden Staatsakt an.
Noch am Tag des Winnender Amoklaufs wurde in Berlin die Initiative „Keine Mordwaffen als Sportwaffen!“ gegründet. Ihr Ziel ist das Verbot tödlicher Sportwaffen. Zu den Teilnehmern der Initiative gehören die Künstler Angela Winkler, Günter Lamprecht, Gerhard Schöne, Karl Corino, Freya Klier, Stephan Krawczyk, Bastian Sick und Clueso sowie Hinterbliebene der Schulmassaker von Winnenden und Erfurt. Sprecher der Initiative ist der Autor Roman Grafe. Am 21. Juli 2010 haben Vertreter der Initiative in Karlsruhe Verfassungsbeschwerde gegen das Waffengesetz eingelegt.
Am 23. März 2009 wurde das Aktionsbündnis Amoklauf Winnenden gegründet. Seine Ziele sind unter anderem eine verstärkte Gewaltprävention, mehr Sensibilisierung von Eltern für den Medienkonsum ihrer Kinder und ein Verbot sogenannter „Killerspiele“. Das Aktionsbündnis wurde vom Vater einer der ermordeten Schülerinnen ins Leben gerufen. Es wurde am 18. November 2009 in die Stiftung gegen Gewalt an Schulen überführt.

### Juristische Aufarbeitung

#### Strafverfahren
Die Staatsanwaltschaft Stuttgart leitete gegen den Vater des Täters ein Ermittlungsverfahren wegen fahrlässiger Tötung ein. Er hatte die Tatwaffe nicht wie vorgeschrieben in einem Waffentresor, sondern im elterlichen Schlafzimmer aufbewahrt. Seine Waffen wurden eingezogen; er kündigte an, seine Waffenbesitzkarte zurückzugeben, um dem behördlichen Entzug der waffenrechtlichen Erlaubnis wegen Unzuverlässigkeit zuvorzukommen. Am 10. Februar 2011 wurde er wegen fahrlässiger Tötung in 15 Fällen, fahrlässiger Körperverletzung in 13 Fällen und Verstoß gegen das Waffenrecht zu einer Freiheitsstrafe von einem Jahr und neun Monaten verurteilt, die zur Bewährung ausgesetzt wurde. Die Bewährungszeit betrug 3 Jahre.
Im Frühjahr 2012 hob der Bundesgerichtshof in Karlsruhe das Urteil wegen eines Verfahrensfehlers auf. Die Verteidigung habe keine Gelegenheit gehabt, eine wichtige Zeugin, die Familientherapeutin Astrid L., zu vernehmen. Die Sache wurde zur neuen Verhandlung und Entscheidung an eine andere (die siebte Große) Strafkammer des Landgerichts Stuttgart zurückverwiesen.
Am 1. Februar 2013 verurteilte das Landgericht Stuttgart den Vater des Täters wegen fahrlässiger Tötung zu einer zur Bewährung ausgesetzten Freiheitsstrafe von einem Jahr und sechs Monaten, da der Angeklagte die Tat hätte verhindern können, wenn er Waffen und Munition ordnungsgemäß verwahrt hätte. Die dagegen eingelegte Revision nahm der Verurteilte im April 2013 zurück, das Urteil ist somit rechtskräftig.

#### Zivilverfahren
Das Landgericht Stuttgart entschied mit Urteil vom August 2015, dass der Vater des Täters der Unfallkasse Baden-Württemberg, welche eine Forderung in Höhe von knapp 717.000 Euro geltend machte, die Kosten für die Heilbehandlung von Schülern, Eltern und Lehrern ersetzen muss. Die Schadenersatzforderung gegen die Mutter des Täters wurde abgewiesen. Am 10. März 2017 schloss der Vater des Täters mit der Unfallkasse Baden-Württemberg einen außergerichtlichen Vergleich, wonach er sich verpflichtet 500.000 EUR an die Unfallkasse zu zahlen, womit alle Ansprüche für die Behandlungen und Therapien abgegolten sind.
Für Renovierungsarbeiten an den Schulgebäuden verlangte die Stadt Winnenden zunächst 14 Millionen € (sie hatte unter anderem ein neues Schließsystem an den Schultüren anbringen lassen etc.), klagte dann aber im Februar 2014 nur 9,4 Millionen € ein. Im November 2014 reduzierte sie die Summe auf 5,3 Millionen €. Da jedoch als Schadensersatz nur die tatsächlich erlittenen Schäden berechnet werden können und nicht der ebenfalls durchgeführte Schulneubau, schlug das Gericht eine Vergleichssumme von 400.000 € vor. Diesem Vorschlag stimmte der Gemeinderat am 14. Dezember 2014 dann zu.
Zahlreiche Schadensersatzklagen der Opfer und ihrer Angehörigen gegen den Vater des Täters stehen noch im Raum. Der Vater forderte seinerseits 8,8 Millionen Euro vom Klinikum Weinsberg, da Tim dort vor seinem Amoklauf psychologisch betreut wurde. Er wollte dieses Geld den Angehörigen der Opfer zukommen lassen. Der Vater scheiterte mit seiner Klage gegen das Klinikum. Das Gericht stellte fest, dass zwar Behandlungsfehler gemacht worden seien, sah darin jedoch keine Mitursache für den Amoklauf. Am 26. September 2016 zog der Vater das Rechtsmittel gegen das Urteil des Landgerichts Heilbronn zurück, so dass das Urteil rechtskräftig wurde.
In der Berufungsverhandlung gegen die Mutter machte das Oberlandesgericht Stuttgart deutlich, dass sie im Gegensatz zum Vater die Aufsichtspflicht nicht verletzt habe und deshalb auch nicht Schadenersatz an die Unfallkasse zahlen müsse. Daraufhin zog die klagende Unfallkasse ihre Berufung am 26. Juli 2016 zurück.

#### Verfassungsbeschwerden
Das Bundesverfassungsgericht hat am 23. Januar 2013 die Beschwerden von zwei Hinterbliebenen des Winnender Schulmassakers sowie des Sprechers der Sportmordwaffen-Initiative abgelehnt. Das Waffengesetz könne „von Verfassungs wegen nicht beanstandet werden“. Die bestehenden Regelungen seien nicht gänzlich ungeeignet oder völlig unzulänglich, „um die Allgemeinheit vor den Gefahren des missbräuchlichen Umgangs mit Schusswaffen zu schützen“.
Zwei der Beschwerdeführer haben gegen diese Entscheidung am 14. Mai 2013 Beschwerde vor dem Europäischen Gerichtshof für Menschenrechte in Straßburg eingelegt. Die Beschwerden wurden am 21. Mai 2015 durch Entscheidung der Schweizer Richterin Helen Keller ohne weitere Prüfung und ohne nähere Begründung für unzulässig erklärt.

### Öffentliche Diskussion
Nach dem Amoklauf begann eine politische Diskussion über das Waffenrecht. Insbesondere wurde vorgeschlagen, Sportschützen zu verbieten, ihre Waffen zu Hause aufzubewahren. Bundesjustizministerin Brigitte Zypries (SPD) lehnte dies ab, weil die Schützenhäuser so zu „Waffendepots“ würden; stattdessen forderte sie, aufmerksamer mit den Sorgen, Nöten und Problemen junger Leute umzugehen. Bundesinnenminister Wolfgang Schäuble (CDU) sagte, er habe keine Anhaltspunkte dafür, dass ein strengeres Waffenrecht die Tat hätte verhindern können; gleichwohl sei es Aufgabe der Politik, zu überlegen, ob ein Mitglied eines Schützenvereins so viele Waffen und so viel Munition zu Hause haben müsse und ob Waffenbesitzer ihre Verantwortung ernst genug nähmen. Bundeskanzlerin Merkel (CDU) forderte unangemeldete Kontrollen der ordnungsgemäßen Aufbewahrung von Waffen in Privathaushalten. Der Berliner Innensenator Ehrhart Körting (SPD) sowie Politiker der Grünen und der Linken forderten Beschränkungen des Waffenbesitzes. Der bremische Innensenator Ulrich Mäurer (SPD) forderte unter anderem, Waffen und Munition für den Schießsport zu trennen und die Munition künftig nur noch in Vereinsgebäuden und Schießstätten aufzubewahren; polizeiliche und militärische Waffen hätten im Schießsport nichts zu suchen. Die Winnender Zeitung veröffentlichte einen offenen Brief der Familien mehrerer Opfer, in dem sie forderten, das Mindestalter für den Zugang zu großkalibrigen Pistolen von 14 auf 21 Jahre hinaufzusetzen, die Magazine auf zwei Schuss zu begrenzen und den Einsatz solcher Pistolen im Schießsport überhaupt zu überdenken. Auch müssten Verstöße gegen die Vorschriften für die Aufbewahrung von Waffen und Munition als Straftaten statt nur als Ordnungswidrigkeiten geahndet werden.
Auch die Rolle sogenannter Killerspiele war – wie schon zuvor nach ähnlichen Taten – Gegenstand der öffentlichen Debatte. Bundespräsident Köhler forderte Politik und Gesellschaft auf, gegen gewaltverherrlichende Computerspiele und Filme vorzugehen. Angehörige mehrerer Opfer forderten, „Killerspiele“ ganz zu verbieten, im Fernsehen weniger Gewalt zu zeigen und den Jugendschutz im Internet zu verstärken. Außerdem verlangten sie eine Verpflichtung der Medien, den Täter zu anonymisieren, um eine Heroisierung und Nachahmungstaten zu vermeiden.
Einige Medien thematisierten, dass elf der zwölf Opfer in der Albertville-Schule weiblichen Geschlechts waren, was die Annahme nahelege, der Täter habe „bewusst Frauen töten“ wollen. Ob man aus der Opferstatistik und weiteren Indizien (der Täter sammelte auf dem Computer Femdom-Darstellungen) auf Angst vor oder Hass auf Frauen schließen könne, ist unter mit dem Fall befassten Psychologen umstritten. Luise Pusch, Alice Schwarzer und andere Feministinnen unterstellten als Tatmotiv „Frauenhass“ und „Männlichkeitswahn“ und kritisierten, dies werde, auch im Hinblick auf präventive Maßnahmen, nicht beachtet. Es gab dagegen auch Medienberichte, in denen Lehrern und Mitschülern der Albertville-Realschule eine Mitschuld an der Tat gegeben wurde, der Täter sei vor seiner Tat massiven Mobbing-Attacken durch Mädchen ausgesetzt gewesen. Unklar blieb, ob er gezielt nur solche Schülerinnen und Lehrerinnen töten wollte, die am Mobbing gegen ihn beteiligt waren.
Ein Jahr nach dem Amoklauf forderte Bundespräsident Horst Köhler in einer Gedenkveranstaltung, „wirklich alles Menschenmögliche“ zu tun, um derartige Taten in Zukunft zu verhindern.
Am 3. Jahrestag nach dem Amoklauf 2012 teilte das Regierungspräsidium Stuttgart mit, dass seit der Tat bisher 135.000 Waffen abgegeben wurden. Die Zahl der registrierten Waffen sei damit in Baden-Württemberg um rund 15 Prozent zurückgegangen.

### Handlungsempfehlungen
Die Landesregierung von Baden-Württemberg berief den Expertenkreis Amok, um mehr über die Hintergründe und Gegenmaßnahmen solcher Taten zu erfahren. Er war mit Politikern, Wissenschaftlern, Jugendschützern, Vertretern von Polizei, Feuerwehr, Jugendamt, Schulverwaltungsamt und Schulen besetzt. Der Arbeitskreis gab 83 Empfehlungen ab. „Amerikanische Verhältnisse“ mit Kameraüberwachung oder Personenschleusen sind ausdrücklich nicht erwünscht, um die Schule als „Ort des sozialen Miteinanders“ zu erhalten und sie „nicht zu Festungen auszubauen“, sagte der Vorsitzende des Gremiums und ehemalige Regierungspräsident des Regierungsbezirks Stuttgart Udo Andriof. Die Landesregierung verfügte in einer Gemeinsamen Verwaltungsvorschrift die Erstellung von eigenen Krisenplänen durch die Schulen.
Im Landtag von Baden-Württemberg wurde ein Sonderausschuss „Konsequenzen aus dem Amoklauf in Winnenden und Wendlingen – Jugendgefährdung und Jugendgewalt“ einberufen. Dieser sammelte und konkretisierte Vorschläge, dass „Amokläufe weniger wahrscheinlich werden“. Auch Vertreter des Aktionsbündnisses Winnenden waren daran aktiv beteiligt. Über die in der Öffentlichkeit breit diskutierten Themen hinaus erarbeitete dieser „Konkrete Handlungsempfehlungen und weitergehende Handlungsfelder“.
Die 39 Handlungsempfehlungen orientieren sich an den fünf Themenfeldern des Sonderausschusses:
1. Gewaltprävention bei Jugendlichen und jungen Erwachsenen
2. Zugang zu Waffen
3. Gewaltdarstellung in Medien, u. a. in Computerspielen
4. Sicherheitsmaßnahmen an Schulen
5. Stärkung des Erziehungsauftrags der Eltern

Daran knüpfen die acht weitergehenden Handlungsfelder an:
1. Ausbau der schulpsychologischen Beratung sowie deren Qualifizierung
2. Gewaltpräventionsprogramm nach Dan Olweus
3. Stärkung der Medienpädagogik
4. Sicherheit an Schulen – direktes Alarmierungssystem
5. Beratungsmodule für Rat suchende Eltern in typischen Umbruchphasen des Kinderlebens
6. Gewaltprävention im Sportjugendbereich – Modellprojekt Biathlon
7. Vorgezogene Evaluierung zur Umsetzung des neuen Waffenrechts im Land
8. Stärkung der Strafverfolgung im Internet

Diese Empfehlungen wurden im Landtag einstimmig angenommen. Dem Landtag wurde vom Ausschussvorsitzenden Christoph Palm nahegelegt, die Landesregierung aufzufordern, über die Umsetzung der Handlungsempfehlungen innerhalb vorgegebener Fristen zu berichten.

## Nachwirkungen

### Gedenken

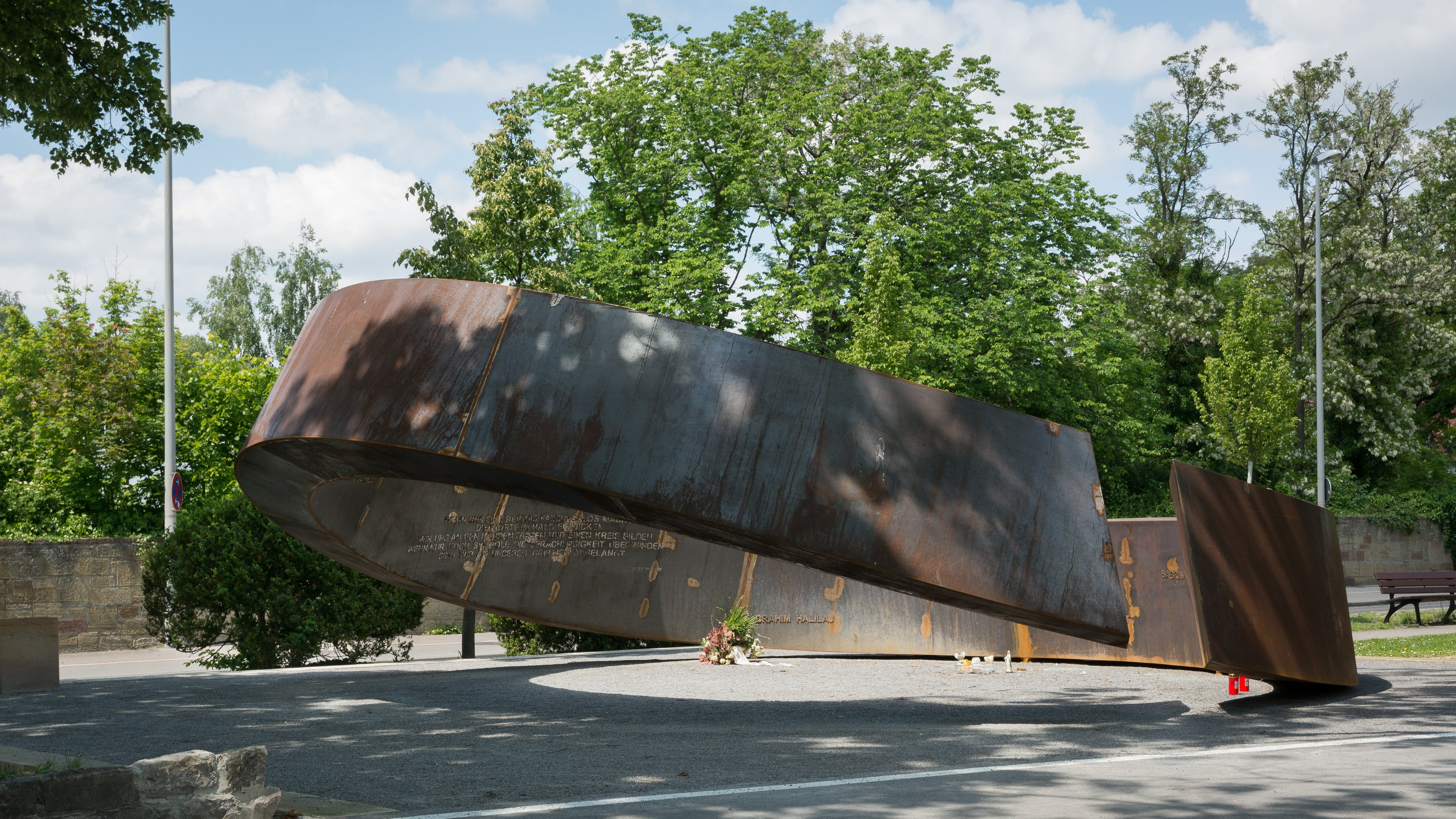
Das Denkmal „Gebrochener Ring“ nahe der Hermann-Schwab-Halle in Winnenden.

Am Eingang der Albertville-Realschule erinnern seit 2012 Steinplatten an die Schüler und Lehrerinnen, die bei der Tat ums Leben kamen. Ebenfalls wurde ein Klassenzimmer, in dem an jenem 11. März 2009 Schüler ihr Leben ließen, zu einem Gedenkraum umfunktioniert. Hier erinnern 15 leere Pulte, jedes versehen mit einem Foto, an die Getöteten. Der Raum steht Schülern und Angehörigen zum Gedenken offen.
Seit 2014 erinnert das Denkmal „Gebrochener Ring“ (Standort), eine Metallplastik des Künstlers Martin Schöneich an die 15 Opfer des Amoklaufs. Es befindet sich nahe der Hermann-Schwab-Halle nordöstlich der Albertville-Realschule. Gemäß dem Namen stellt die Plastik einen Ring dar, der an einer Stelle gebrochen ist. Dieser Bruch steht sinnbildlich für die Tat, gibt aber gleichzeitig auch die Möglichkeit zum Eintritt und zum Gedenken. Im Inneren der Konstruktion sind die Namen der Getöteten und ein Sinnspruch von Josef Ritter zu lesen:

„Wenn uns ein Ereignis fassungslos macht, die Worte im Hals ersticken, wir uns an den Händen fassen und einen Kreis bilden, wenn nur noch Symbole die Sprachlosigkeit überwinden, sind wir an unseren Grenzen angelangt.“

Das Kunstwerk wurde von einer vierzehnköpfigen Jury aus 273 Entwürfen aus der gesamten Bundesrepublik ausgewählt und kostete 120.000 Euro.

### Künstlerische Rezeption
Jan Hegenberg befasst sich in seinem Lied Nichts gelernt? Die Leere nach Winnenden! von 2009 mit dem Amoklauf. In diesem werden die Geschehnisse aus der Sicht des Täters, gemischt mit Samples aus diesbezüglichen Tagesthemenberichten, geschildert.
In seinem Part des Liedes Schlechter Tag (Crackstreet Boys 2 – Trailerpark) bezieht sich Timi Hendrix zynisch auf den Amoklauf. Die darin angesprochene fiktive Person könne mit etwas Anstrengung von einem Loser zu einem Tim Kretschmer werden.

### Nachahmungstaten
Unmittelbar nach dem Amoklauf kam es zu einem verstärkten Aufkommen von Androhungen ähnlicher Taten. Der Münchner Merkur berichtete im Juni 2009, dass nach Angaben des bayerischen Innenministeriums seit der Tat am 11. März in Bayern 148 Fälle gemeldet worden seien. Die Polizei stellte im Zusammenhang mit diesen zahlreiche Waffen und Computer sicher, auch wurden Schüler in psychiatrische Behandlung untergebracht. Auch ein Lehrer, der seine Stelle an einer Waldorfschule verloren hatte, hatte einen Gewaltakt als Rache angekündigt.
Der Attentäter, der am 22. Juli 2016 in München neun Menschen erschoss, sah sich selbst als „Geist von Tim K.“, der zurückkommen und töten werde. Zudem besuchte er den Tatort in Winnenden im Juni 2015 und am 11. März 2016, wie Bilder auf seinem PC es später belegten. Kretschmer selbst hatte vor seiner Tat Internetrecherchen zum Amoklauf an der Columbine High School betrieben.

## Dokumentarfilme
- Der Amoklauf von Winnenden – Weiterleben nach der Bluttat. Ein Film von Stefan Maier. Produktion: SWR, 43:30 Min. Deutschland 2009.[67][68]
- Amok in Winnenden – Das Leben danach. Ein Film von Beate Rygiert, Produktion: Indi Film im Auftrag von ZDF und 3sat. 60 Min. Deutschland 2013.[69]
- Die Wunden des Amoklaufs – Winnenden 10 Jahre danach. Ein Film von Andrea Lotter und Stefan Maier, Produktion: SWR. 45 Min. Deutschland 2019.[70]
- Der Amoklauf von Winnenden. Ein Film von Hendrik Behrendt, Produktion: Spiegel TV. 47 Min. Deutschland 2019.[71][72]